# Семенюк Іван Григорович
Семенюк Іван Григорович (8.07.1867, Печеніжин — 20.11.1950) — український різьбяр. Співзасновник і викладач школи деревного промислу в Коломиї, з 1917 року в Печеніжині.

## Біографія
Родом з Печеніжина (Галичина). Учень різьбяра Марка Мегединюка.
Один з засновників школи обробки дерева «Науковий верстат Гуцульської спілки промислової в Коломиї». Викладач школи в 1894—1903 роках.
З 1905 року викладав у школі деревного промислу в Кам'янці-Бузькій, у 1935—1939 роках — у Закопаному.
Мав сина Миколу (6.03.1902 — 19.06.1996).
Донька - Марія Семенюк-Костюк, вчителька.

## Творчість
Стиль Івана Семенюка визначали як близький, але окремий від шкрібляківської школи різьблення, індивідуальний.
Скриньки, таці у стилі шкрібляківського різьблення зберігаються у Львівському музеї етнографії і художнього промислу.
5 предметів з його доробку зберігаються у Національному музеї народного мистецтва Гуцульщини та Покуття імені Й. Кобринського. Одна з цих робіт — різьблена папка для урочистого адресу коломийському адвокату Теофілу Дембицькому.

## Виставки
- Львівська виставка (1894) — бронзова медаль і диплом
- Стрийська виставка (1909) — золота медаль і диплом
- Коломийська виставка (1912) — золота медаль і диплом.